# Aymeric de la Chatre
Aymeric de la Chatre (ur. ?, zm. 28 maja 1141) – francuski kardynał.

## Pochodzenie
Pochodził ze szlacheckiej rodziny, wśród jego krewnych był m.in. Pierre de la Chatre, arcybiskup Bourges w latach 1141-71. Według późniejszych źródeł miał pochodzić z Burgundii, jednak ustalone powiązania rodzinne wskazują raczej na pochodzenie z La Châtre w regionie Berry. Wielu autorów z późniejszych stuleci przypisuje mu przynależność do kongregacji kanoników regularnych Santa Maria di Reno z diecezji bolońskiej. Podanie to należy jednak odrzucić, gdyż jedynym źródłem na to wskazującym jest interpolowana wzmianka obituarna w nekrologu kanoników S. Maria di Reno, która w swej pierwotnej wersji nie podawała takiej informacji. Ponadto sama wspólnota S. Maria di Reno powstała prawdopodobnie dopiero w latach 1130–36.

## Kardynał i kanclerz Stolicy Apostolskiej
W marcu 1123 papież Kalikst II (także Francuz) mianował go kardynałem diakonem Santa Maria Nuova, a kilka tygodni później – kanclerzem Stolicy Apostolskiej. Obie te funkcje pełnił aż do śmierci. Był jednym z najbardziej zaufanych współpracowników trzech kolejnych papieży (Kaliksta II, Honoriusza II i Innocentego II) i jednym z głównych architektów polityki przyjaźni Stolicy Apostolskiej z Niemcami, zapoczątkowanej konkordatem w Wormacji w 1122 roku, kończącym wieloletni spór o inwestyturę. Wspierał także nowe wspólnoty zakonne, m.in. kanoników regularnych oraz cystersów (był osobistym przyjacielem Bernarda z Clairvaux, z którym regularnie korespondował). W walkach frakcyjnych w łonie rzymskiej arystokracji popierał ród Frangipani przeciwko Pierleonim. Odegrał decydującą rolę w trakcie papieskiej elekcji 1124, doprowadzając do wyboru papieża Honoriusza II, stosując jednak metody niezgodne z regułami papieskich elekcji m.in. odwołał się do zbrojnej pomocy Frangipanich, a według jego przeciwników – posłużył się także przekupstwem. Jego postępowanie w trakcie papieskiej elekcji 1130, uznane przez jego przeciwników za podstępne i nielegalne, doprowadziło w konsekwencji do wyboru antypapieża Anakleta II i ośmioletniej schizmy w Kościele katolickim. W jej trakcie był jednym z najgorliwszych zwolenników Innocentego II; w 1137 deponował ze stanowiska opata Rainaldo z Montecassino za poparcie udzielane przez niego Anakletowi II. Jako kanclerz św. Kościoła Rzymskiego podpisywał bulle papieskie między 28 kwietnia 1123 a 20 maja 1141.